# Владимирова Олена Іванівна
Олена Іванівна Владимирова (11.03.1945, Київ) — майстриня художнього ткацтва, дружина В. Прядки, заслужений діяч мистецтва України (1996), член Національної спілки художників України (1978), Національної спілки майстрів народного мистецтва України (1991).

## Життєпис
Олена закінчила Київський художньо-промисловий технікум (1964) та Московське вище художньо-промислове училище (1969). Вона працювала в Київському зональному НДІ інтер'єрів громадських приміщень (1969—1976), а після того — на Київському комбінаті монументально-декоративного мистецтва (1976—1993). З 1993 року вона працює викладачем Київського інституту декоративно-прикладного мистецтва та дизайну (раніше Київський художньо-промисловий технікум). Праці Олени Владимирової відображені на всеукраїнських та зарубіжних мистецьких виставках з 1994 року і виконані у стилі візантійського живопису.

## Роботи

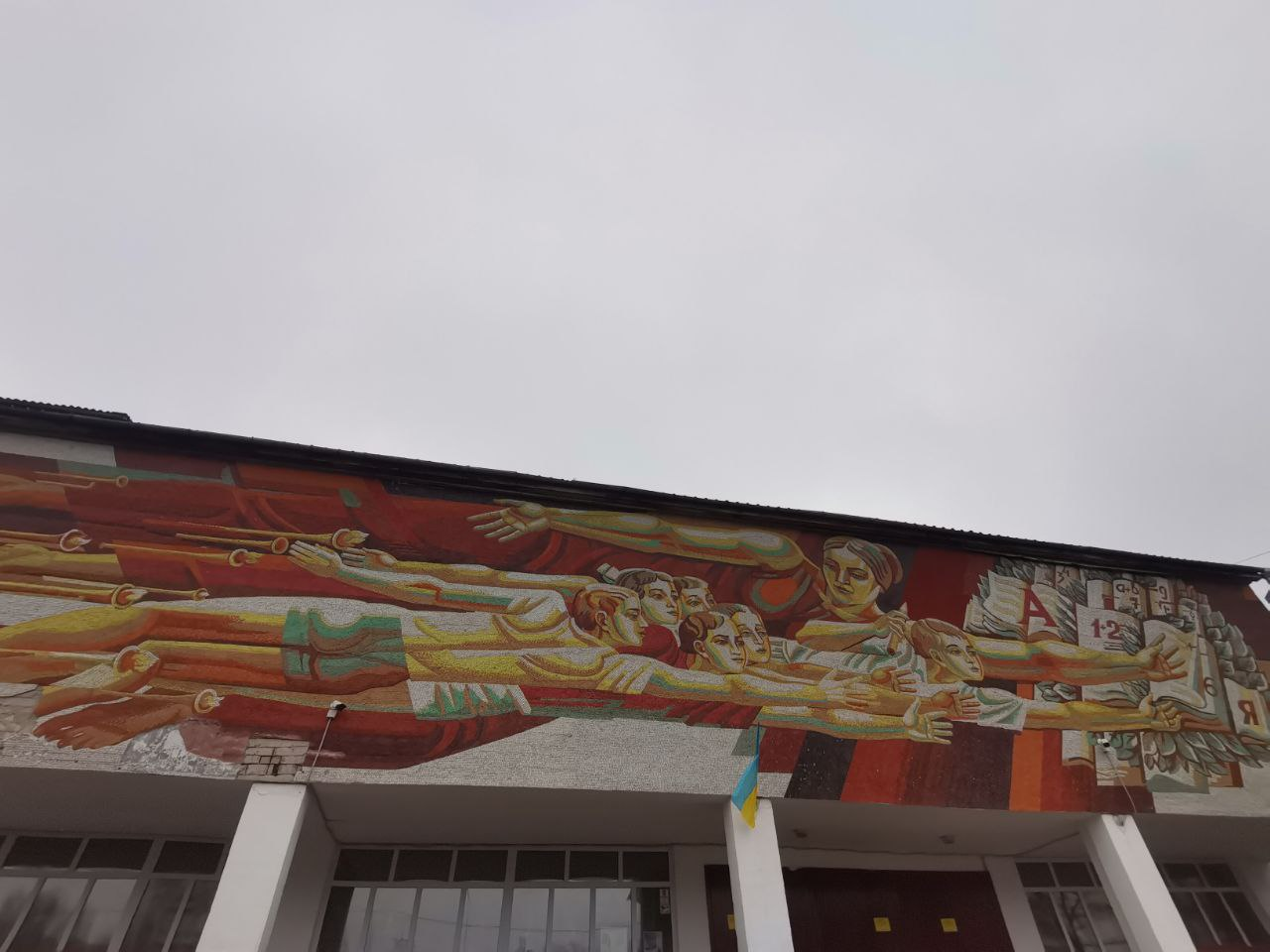
«До знань» (на фасаді школи Вигурівщина-Троєщина).
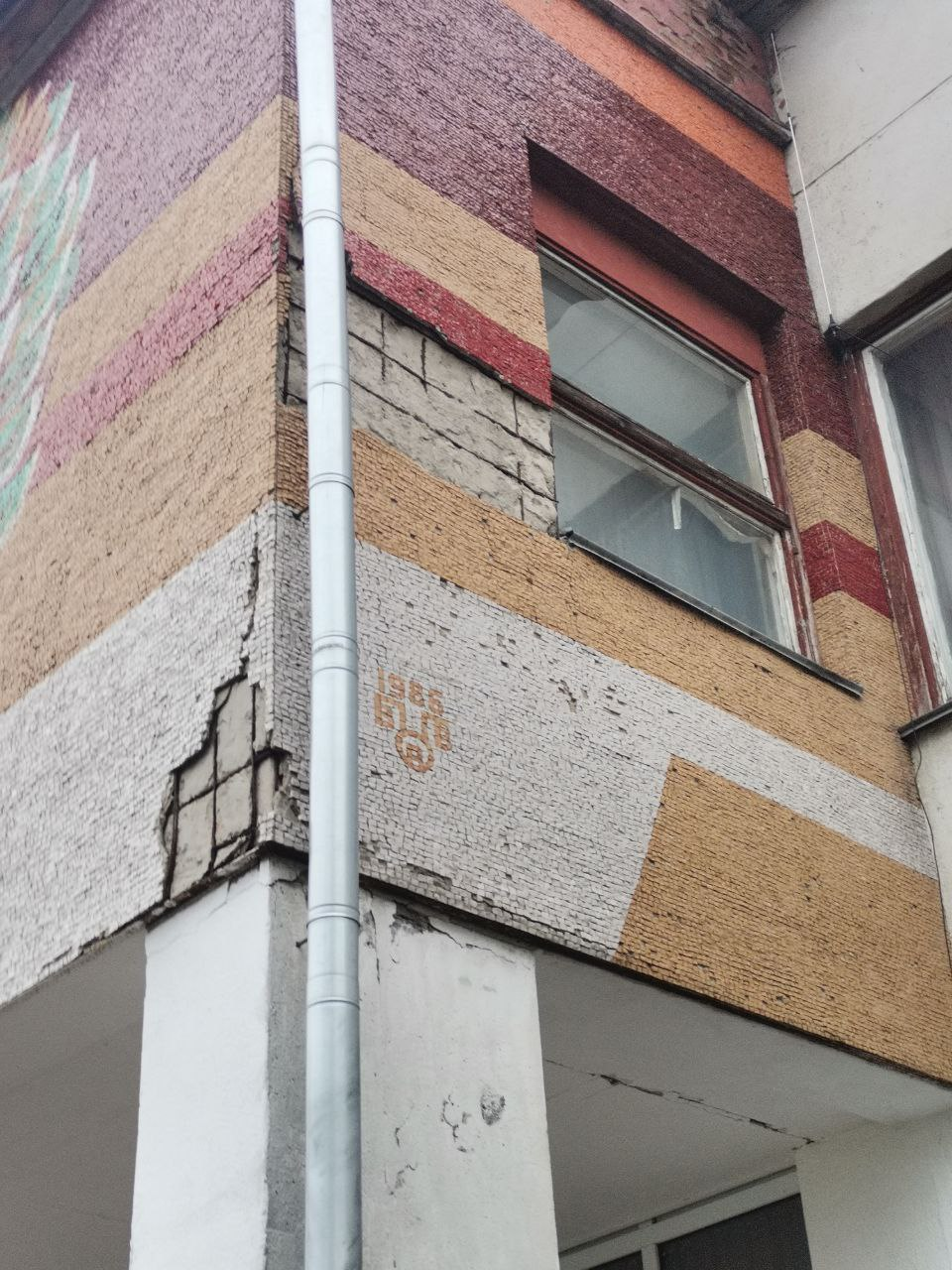
Автограф авторів, «До знань»
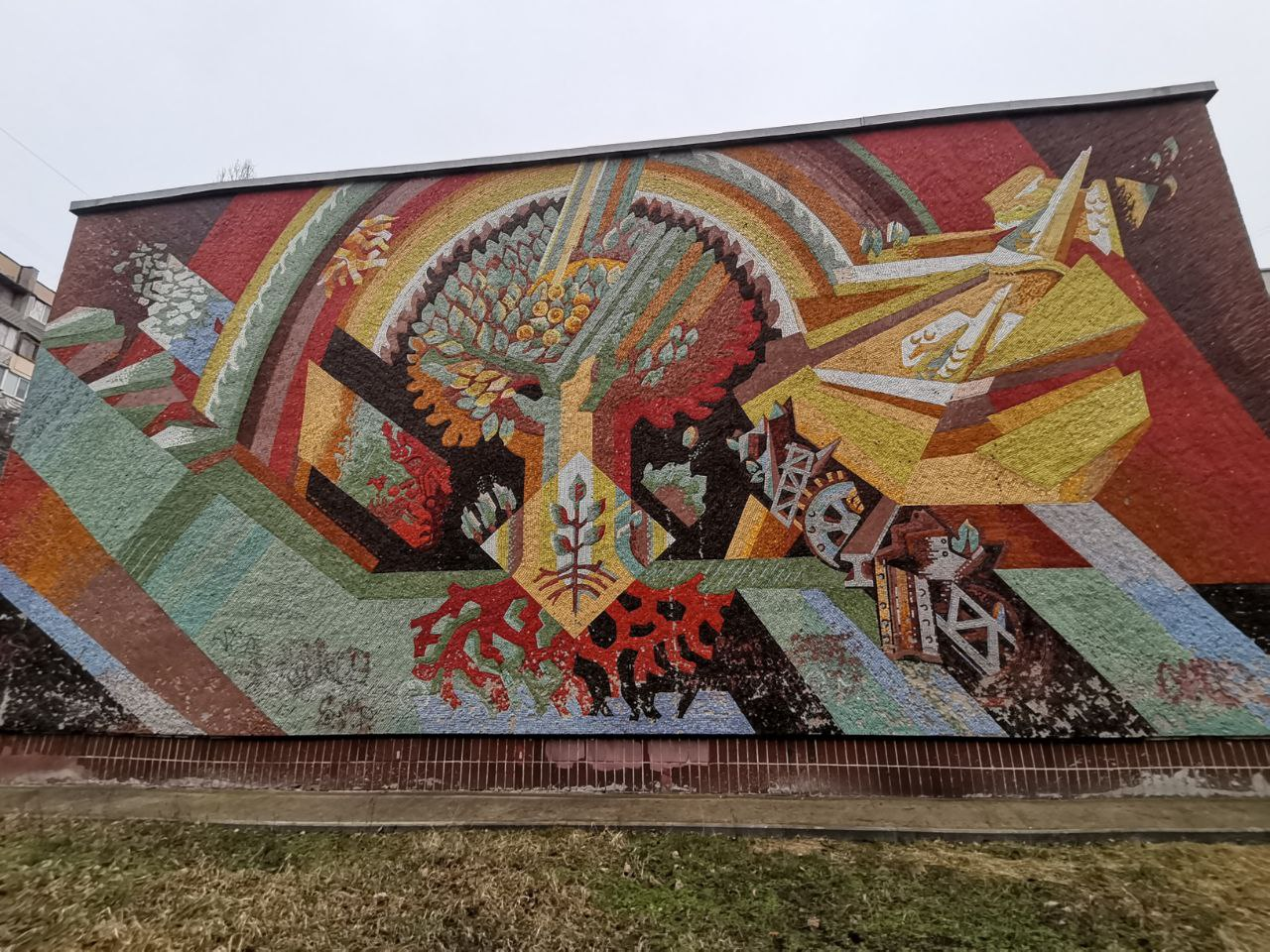
«Збережемо нашу землю» (Вигурівщина-Троєщина, Проспект Червоної Калини )

Гобелени — «Героям Аджимушкая» (1970), «Пісня» (1972; Будинок кіно в Києві), «Київ — місто-герой» (1985, Музей історії Києва), «Київська симфонія» (1987, Національний музей історії України), «Декоративний», «Олені» (Посольство України у Вашингтоні), «Історія землі Теребовлянської» (обидва — 1988), «Михайло Птах» (1989, Чернігівський краєзнавчий музей); «Птахи», «Казки», «Свято Івана Купала» (дитсадок у смт Сосниця Чернігівської області); «Українське весілля» (1990); «Берегиня» (1992; Будинок урочистих подій Жовтневого району Києва), ікона «Архангел Михаїл» (1993), серії — «Древній Київ», «Батурин», «Глухів», «Чигирин», «Київська Лавра» (усі — 1996), «Троїсті музики» (1998); 
Серії килимів, створені за традиційними народними мотивами центральної області України, — «Київський», «Осінь», «Лебідь», «Декоративний», «Українське бароко» (усі — 1989–92); 
Монументальний стінопис підвісної стіни Варваринського приділу Михайлівського Золотоверхого собору (2000);  
Мозаїки — «До знань» (1986, на фасаді школи, співавтори — Пасивенко Володимир Іванович, Прядка Володимир Михайлович), «Збережемо нашу землю» (1987–88, на фасаді дитячої поліклініки; обидві — житловому масиву «Троєщина», Київ); у співавторстві з чоловіком створила гобелени: «Русь» (1978; Національний музей історії України), «Історія землі Черкаської» та «Слава Черкащини» (обидва — 1983–84, Черкаський краєзнавчий музей), серію «Історичні столиці України» (1996; Національний палац культури «Україна»). 
Завіси — для Київського молодіжного театру (1977), актової зали Будинку кіно, гобелен «Наша пісня» у його вітальні (1970–72).